# 市場博己
市場 博己（いちば ひろみ、1952年6月13日 - ）は、京都府出身の元プロ野球選手。ポジションは捕手。

## 来歴・人物
平安高等学校では、エース片山実男（西川物産）とバッテリーを組み、五番打者として1970年に甲子園春夏連続出場を果たすなど活躍。春の選抜では1回戦で三重高と対戦。先発の宮本四郎から1回に3点を奪うが、2回に逆転され敗退した。同年の春季近畿大会は決勝で島本講平を擁する箕島高にサヨナラ勝ちし優勝を飾る。夏の選手権は2回戦に進むが、熊谷商との乱打戦の末に延長10回逆転サヨナラ負けを喫する。1年下のチームメートに三塁手の西村一貴（早大－日本生命）、控え外野手の江島聖一（阪神）がいた。
長打力と強肩が売り物であり、将来性を買われ同年のドラフト14位にてヤクルトアトムズに入団。
一軍公式戦の出場がないまま、1975年に引退。家業を継いだ。

## 詳細情報

### 年度別投手成績
- 一軍公式戦出場無し

### 背番号
- 56 （1971年 - 1974年）
- 33 （1975年）